# Westland (gemeente)

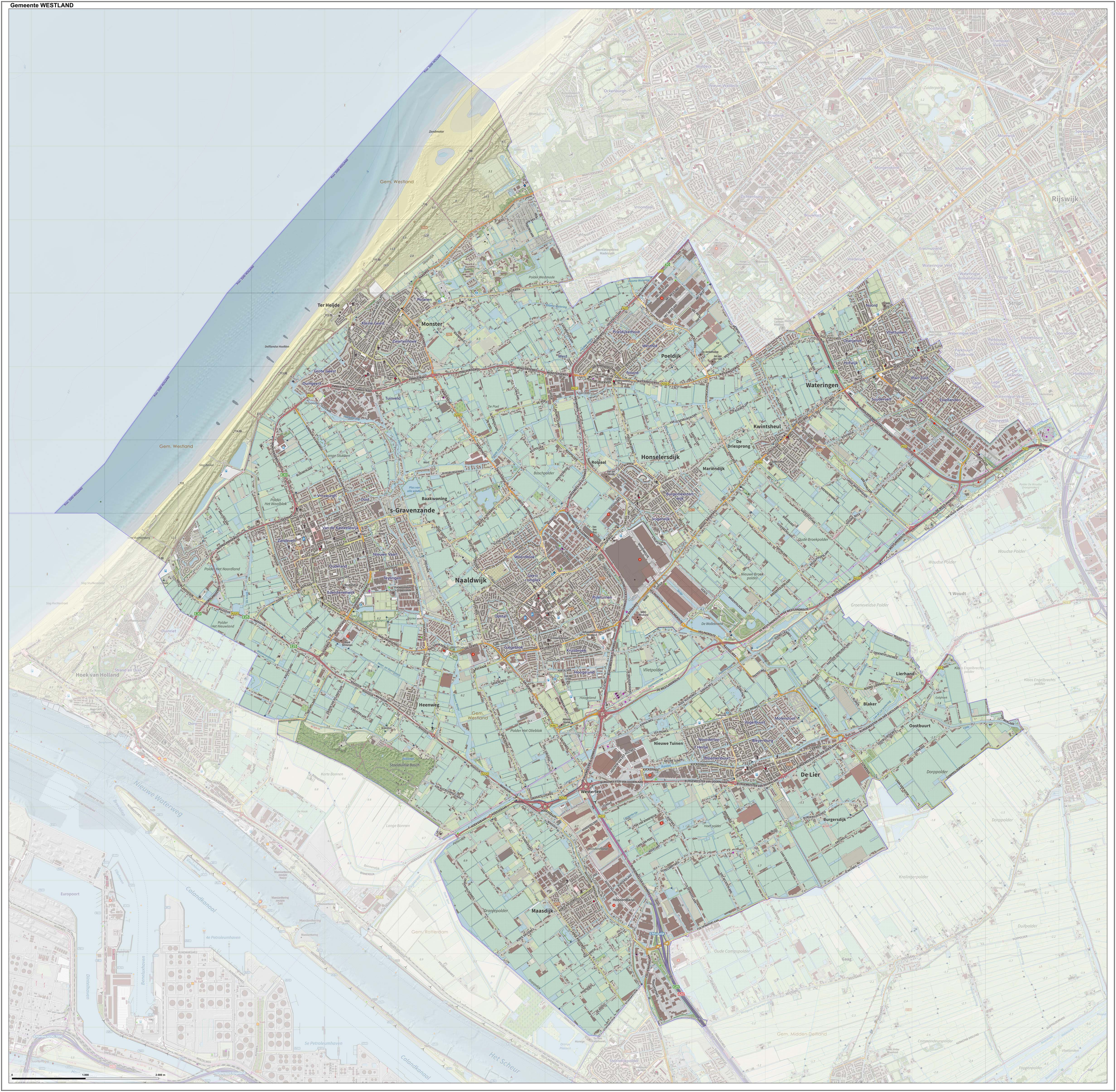
Topografische gemeentekaart van Westland, per juni 2023

Westland (uitspraakⓘ) is een gemeente in de Nederlandse provincie Zuid-Holland. De gemeente ligt in de streek het Westland en telt 115.941 inwoners (22 november 2024), op een oppervlak van 90,59 km², waarvan een landoppervlakte van 7990 ha en een oppervlakte van binnenwater van 1060 ha. De gemeente Westland maakt deel uit van de Metropoolregio Rotterdam Den Haag.
De gemeente is op 1 januari 2004 ontstaan door gemeentelijke herindeling Westland waarbij de gemeenten De Lier, 's-Gravenzande (inclusief Heenweg), Monster (met de kernen Poeldijk en Ter Heijde), Naaldwijk (met de kernen Honselersdijk en Maasdijk) en Wateringen (inclusief Kwintsheul) werden samengevoegd. De twee overige Westlandse gemeenten, Maasland en Schipluiden zijn toen samengevoegd tot de gemeente Midden-Delfland.

## Geschiedenis
Voordat de gemeentelijke herindeling Westland een feit was, bestond de regio Westland uit zeven aparte gemeenten. In de jaren 60 kwam het tuinbouwgebied steeds meer klem te zitten tussen de stadsuitbreiding van de aangrenzende gemeenten Den Haag (richting Wateringen) en Delft (annexatie van Hof van Delft,  Den Hoorn en Buitenhof), een ontwikkeling die tot het boek en de televisieserie De glazen stad inspireerde. Toen in de jaren 90 van de twintigste eeuw de vraag opkwam of samengaan niet voordeliger zou zijn, werd een onderzoeksbureau gevraagd een advies te geven. Dit gaf in 2001 het advies dat het samengaan van de zeven gemeenten het best was om sterk te staan richting de grote buurgemeenten. De verschillende gemeenteraden waren het nog niet unaniem eens over de te kiezen variant, waarna in iedere kern op 19 september 2001 een referendum werd gehouden onder de bevolking. Omdat het na deze referenda nog niet duidelijk was, nam de provincie Zuid-Holland de regie over. Zij stelde een variant voor en lieten de gemeenten erop reageren. Hierna stuurde de provincie het advies naar het Ministerie van Binnenlandse Zaken dat er een wetsvoorstel van maakte. Dit wetsvoorstel werd voorgelegd aan de ministerraad die ermee instemde.
22 mei 2003 werd de wet zonder stemming aangenomen door de Tweede Kamer en op 17 juni 2003 als hamerstuk afgedaan door de Eerste Kamer. Op 1 september 2003 trad de "wet gemeentelijke herindeling van het Westland" in werking waarin staat dat de gemeenten De Lier, 's-Gravenzande, Maasland, Monster, Naaldwijk, Schipluiden en Wateringen opgeheven zouden worden. Met ingang van de datum van herindeling, 1 januari 2004, zouden de gemeenten Westland en Midden-Delfland ingesteld worden.

## Geografie

### Ligging
De gemeente Westland ligt op de 52e breedtegraad in het westen van de Nederlandse provincie Zuid-Holland in de reeds eerder onder die naam bekende regio Westland die later de naam zou leveren aan de gemeente die zou ontstaan uit de samenvoeging van de huidige kernen. Daarnaast is zij onderdeel van de Metropoolregio Rotterdam Den Haag en ligt zij op het grondgebied van het Hoogheemraadschap Delfland. Westland grenst in het noorden aan Den Haag, in het noordoosten voor een klein deel aan Rijswijk, in het oosten aan Midden-Delfland, in het zuiden aan de deelgemeente Hoek van Holland en in het zuidoosten aan Maassluis. Aan de westkant heeft de gemeente een natuurlijke grens, de Noordzee. De steden Den Haag, Delft en Rotterdam met de Rotterdamse haven liggen op een geringe afstand van de gemeente.
De gemeente bestaat uit elf dorpskernen: De Lier, 's-Gravenzande, Heenweg, Honselersdijk, Kwintsheul, Maasdijk, Monster, Naaldwijk, Poeldijk, Ter Heijde en Wateringen. Daarnaast is er nog een achttal buurtschappen: Baakwoning, Blaker, Mariëndijk, Nieuwe Tuinen, Oostbuurt, Rolpaal, Westerlee en Westerhonk.
| Aangrenzende gemeenten | Aangrenzende gemeenten | Aangrenzende gemeenten | Aangrenzende gemeenten | Aangrenzende gemeenten |
| ---------------------- | ---------------------- | ---------------------- | ---------------------- | ---------------------- |
|                        |                        |                        |                        | Den Haag Rijswijk      |
|                        |                        |                        |                        |                        |
|                        |                        |                        |                        |                        |
|                        |                        |                        |                        |                        |
| Rotterdam              |                        | Maassluis              |                        | Midden-Delfland        |

### Strand

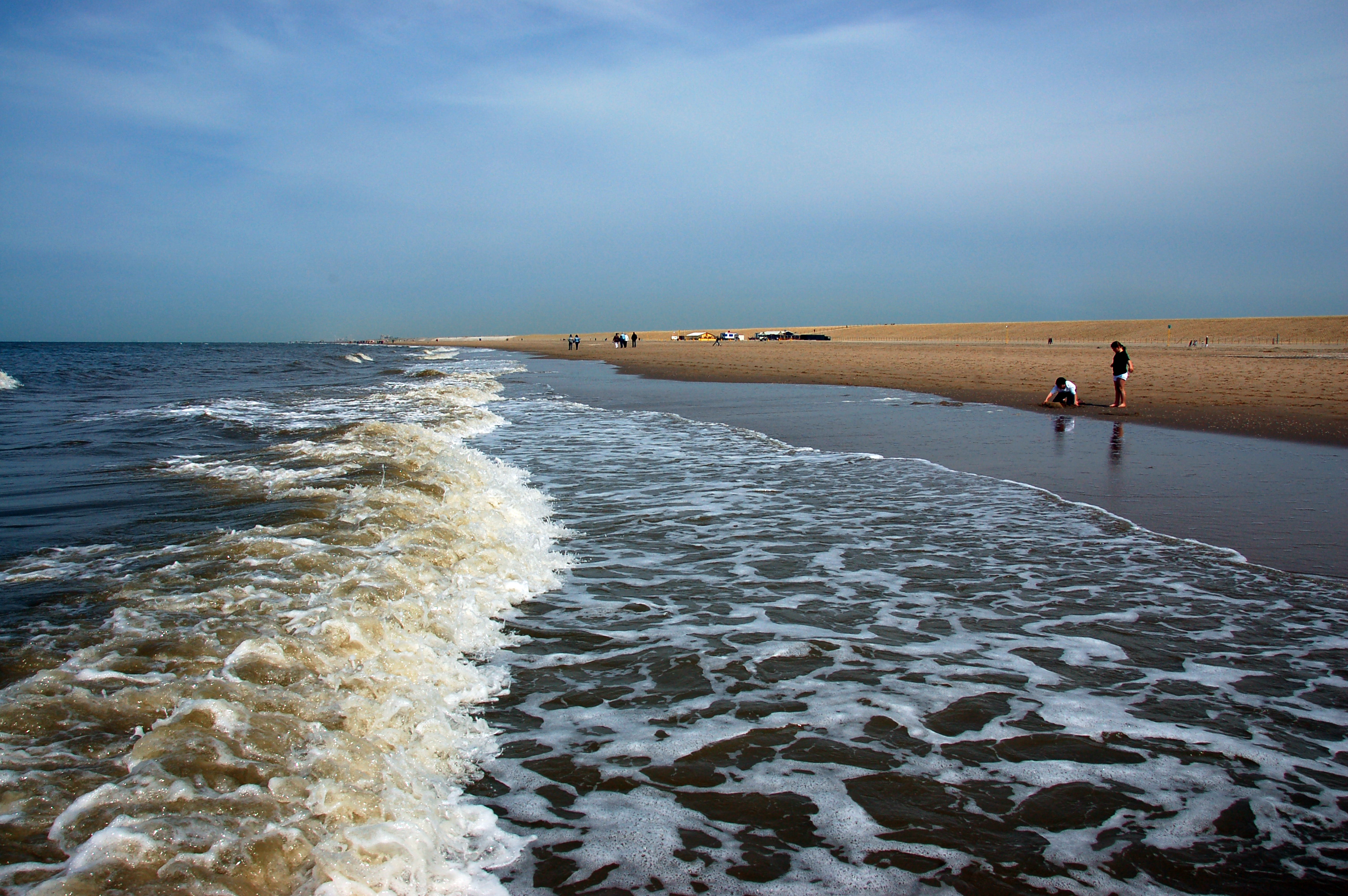
Strand bij Ter Heijde

Het strand van Westland, voor de kust van 's-Gravenzande, Ter Heijde en Monster strekt zich uit over 8 kilometer tussen Kijkduin en Hoek van Holland. Het Westlandse strand heeft geen boulevard, maar brede duinen langs de kustlijn. Deze duinen doen dienst als hoogwaterkering en zijn tevens een natuurgebied. Ten noorden van Ter Heijde vallen de duinen onder het natuurgebied Solleveld, waarvan Dunea de eigenaar is en ten zuiden van Ter Heijde vallen de duinen onder natuurgebied de Kapittelduinen. Langs de duinen ligt een fietspad dat deel uitmaakt van Lange Fietsroute 1.
Via zeven officiële strandopgangen is het strand te bereiken. Bij deze opgangen zijn ook de voorzieningen geconcentreerd. Zo staan er bij vier strandopgangen een wachtpost van de Vrijwillige Reddingsbrigade; bij Ter Heijde is er een vestiging van de Koninklijke Nederlandse Redding Maatschappij. Daarnaast staan er tien strandpaviljoens op het Westlandse strand, waarvan twee in Monster, drie in Ter Heijde en vijf in 's-Gravenzande. Ook staan er diverse toiletten en douches bij de strandopgangen. Niet iedere strandopgang heeft parkeergelegenheden. Strandopgang Molenslag (Monster) heeft 1.000 parkeerplaatsen, Ter Heijde heeft er 250, slag Beukel ('s-Gravenzande) heeft er 900 en Vlugtenburg ('s-Gravenzande) heeft 1.200 parkeerplaatsen.
Van 2008 tot 2010 is het strand langs de Delflandse kust, waartoe ook Westland behoort, aangepakt. Zo zijn de duinen met 30 tot 60 meter verbreed en ook het strand is breder geworden. De zeebodem vlak voor het strand is verhoogd waardoor de strandhoofden geheel of gedeeltelijk onder het zand zijn verdwenen. Dit brengt soms verraderlijke stromingen met zich mee, waar zwemmers rekening mee moeten houden.

### Natuur

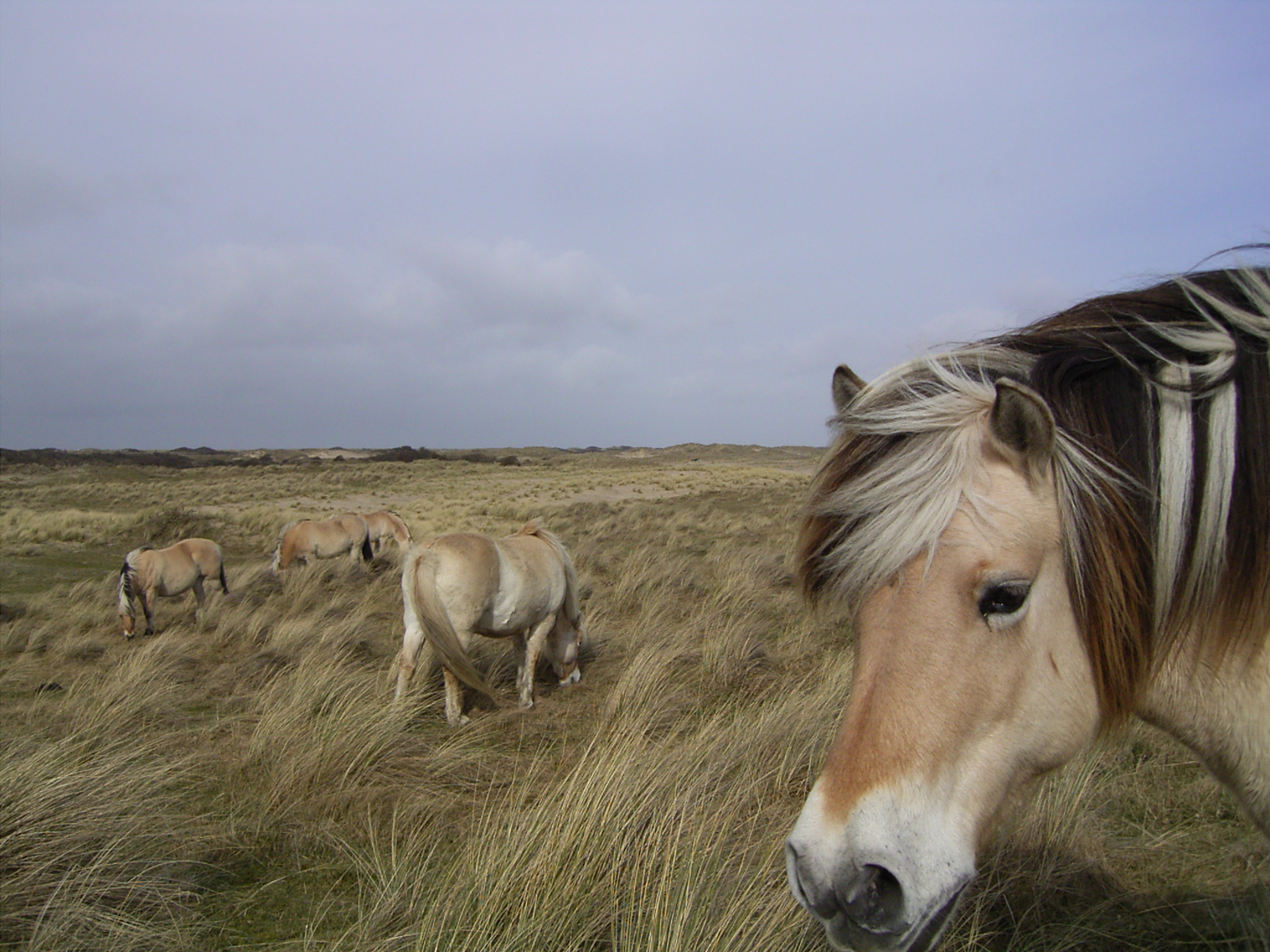
Solleveld

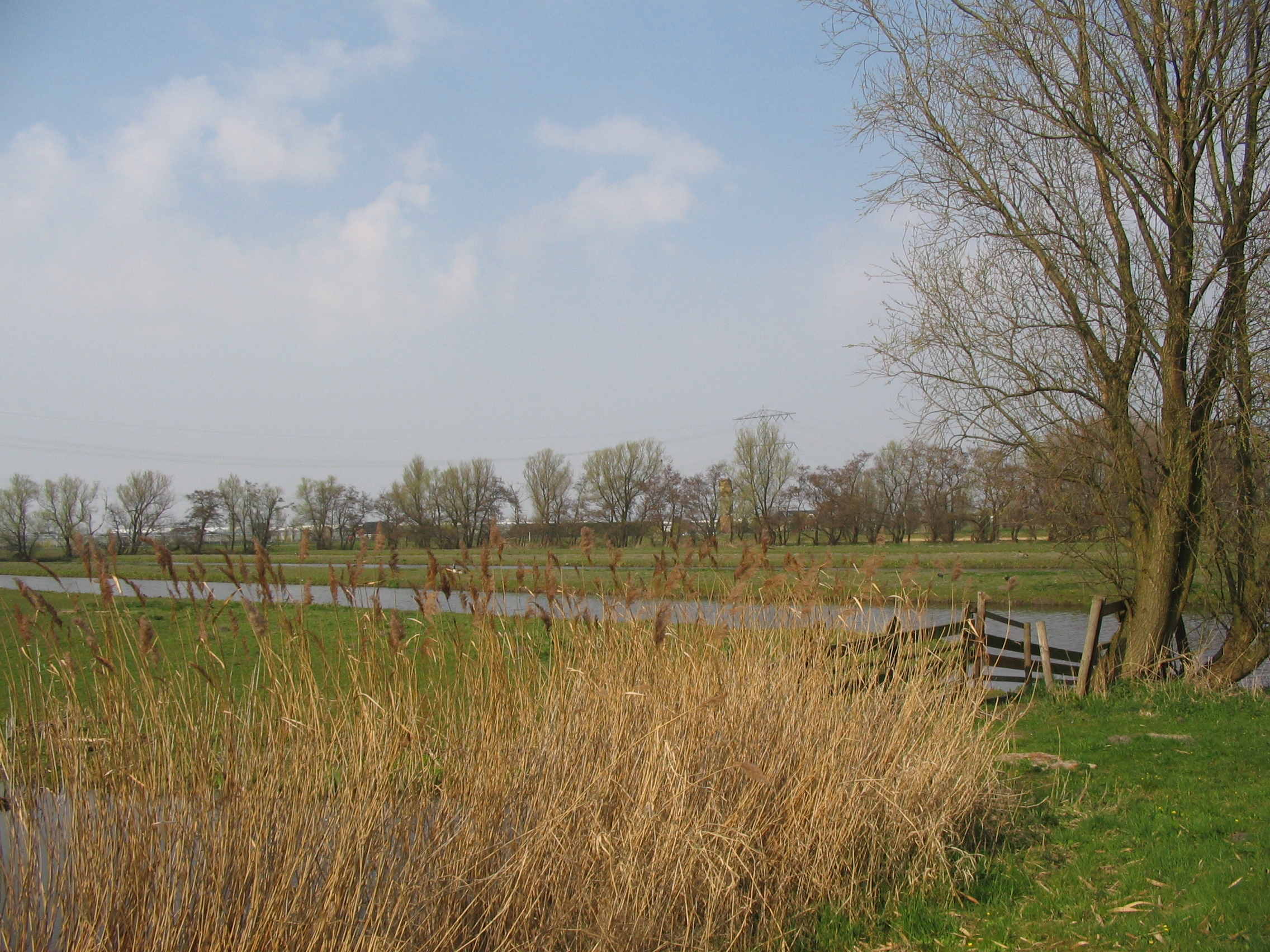
Zeven Gaten

De gemeente Westland is mede door de vele kassen die de ruimte tussen de woonkernen opvullen dichtbebouwd en behoort tot de kaalste gemeenten van Nederland. Weilanden zijn er door de uitgebreide tuinbouw nauwelijks. De omvangrijkste natuurgebieden in de gemeente zijn de duingebieden aan de kust. Het hierboven al genoemde gebied Solleveld is een oud duingebied tussen Kijkduin en Monster en bestaat uit duinen, duinbossen, graslanden, duinheiden, struwelen, ruigten en plassen. In het gebied komen onder andere de roodborsttapuit, sprinkhaanzanger, nachtegaal, graspieper, boomklever, kleine bonte specht en glanskop voor evenals de rugstreeppad en de zandhagedis.
Een ander beschermd duingebied zijn de Kapittelduinen met meerdere gebieden tussen Monster en de Maasmond van ongeveer 500 ha groot. Deze gebieden zijn vooral open met gras- en kruidenvegetatie en bestaan uit duinen, vochtige duinvalleien, duinplassen, duin- en landgoedbossen, graslanden, struwelen, ruigten en een aantal dijktrajecten. De Kapittelduinen en Solleveld vormen samen de Solleveld & Kapittelduinen, een Natura 2000-gebied en zijn daarmee onderdeel van het Europees netwerk van beschermde natuurgebieden. Ten zuiden van 's-Gravenzande en aan de noordkant van de metrolijn naar Station Hoek van Holland Strand bevindt zich ook nog het - eveneens beschermd - gebied de Van Dixhoorndriehoek.
Het Staelduinse Bos ten zuiden van Maasdijk is het laatste restant van de estuariumduinen van de Oude Maas, dat door inpoldering nu meer landinwaarts is gelegen. Dit bos van 95 ha bestaande uit vooral eiken en beuken is na 1850 aangelegd op de duinen. Onder andere komt er het kruipend stalkruid en geel walstro voor en in het najaar groeien er veel soorten paddenstoelen. In het gebied bevindt zich een groot bunkercomplex waarin zes soorten vleermuizen overwinteren.
Een ander bijzonder natuurgebied is de Zeven Gaten, in Honselersdijk van 4,5 ha. Het bestaat uit zeven brede sloten, in de volksmond ook wel gaten genoemd, met ertussen brede kavels. Sinds de vastlegging van het gebied door Nicolaus Cruquius is het gebied niet meer veranderd.
De Wollebrand is een waterrecreatiegebied in Honselersdijk, hier kan men onder andere waterskiën.

## Demografie
| Woonplaats (BAG) | Inwoners 2023 |
| ---------------- | ------------- |
| De Lier          | 12.830        |
| 's-Gravenzande   | 23.470        |
| Honselersdijk    | 7.790         |
| Kwintsheul       | 4.405         |
| Maasdijk         | 4.570         |
| Monster          | 14.410        |
| Naaldwijk        | 22.720        |
| Poeldijk         | 7.615         |
| Ter Heijde       | 740           |
| Wateringen       | 16.335        |

De bevolking van de gemeente Westland bestond in oktober 2019 uit 110.163 mensen. Daarvan was er 16,5% in de categorie 0-15 jaar. In de categorie 15-30 was dat 18,5%. In de categorie 30-45 was dit 17,5% en voor de categorie 45-64 was dit 27,9%. In de categorie 65-74 was dit 11% en van 75+ 8,2%. In oktober 2019 is het aantal personen met een migratieachtergrond 16.671 waarvan 6.814 met een niet-Nederlandse nationaliteit.  Een deel van de arbeidsmigranten werken tijdelijk in Nederland en zijn seizoensarbeiders. Het Informatiepunt Arbeidsmigranten helpt hen door het geven van Poolstalige en Engelstalige informatie over zaken waarmee de arbeiders te maken hebben. In het Westland zijn shortstaylocaties te vinden waar seizoensarbeiders tijdelijk kunnen wonen. Voor de Polen is er een rooms-katholieke migrantenkerk opgericht.
Verwacht wordt dat de bevolking in Westland tussen 2006 en 2025 met 12% zal stijgen, voor Nederland is dit percentage 3,7% en voor Zuid-Holland 6%. Van de bevolking is 50,0% vrouw.
In de gemeente wonen 8.646 allochtonen, 8,8% van de totale bevolking, in Nederland is dit percentage 19,3% en in Zuid-Holland is dit percentage 26,1%.
Van de allochtonen zijn er 4.640 westers en 4.006 niet-westers. Van de niet-westerse allochtonen komt het merendeel, 1.331 mensen uit Marokko. Uit Suriname komen 583 mensen en uit Turkije 404. Zo'n 183 mensen komen van de Nederlandse Antillen en Aruba. Van de westerse allochtonen komen er 2.766 uit de Europese Unie (toen nog met 25 landen). Uit Indonesië/Nederlands-Indië zijn 1.225 mensen afkomstig.

## Bestuur

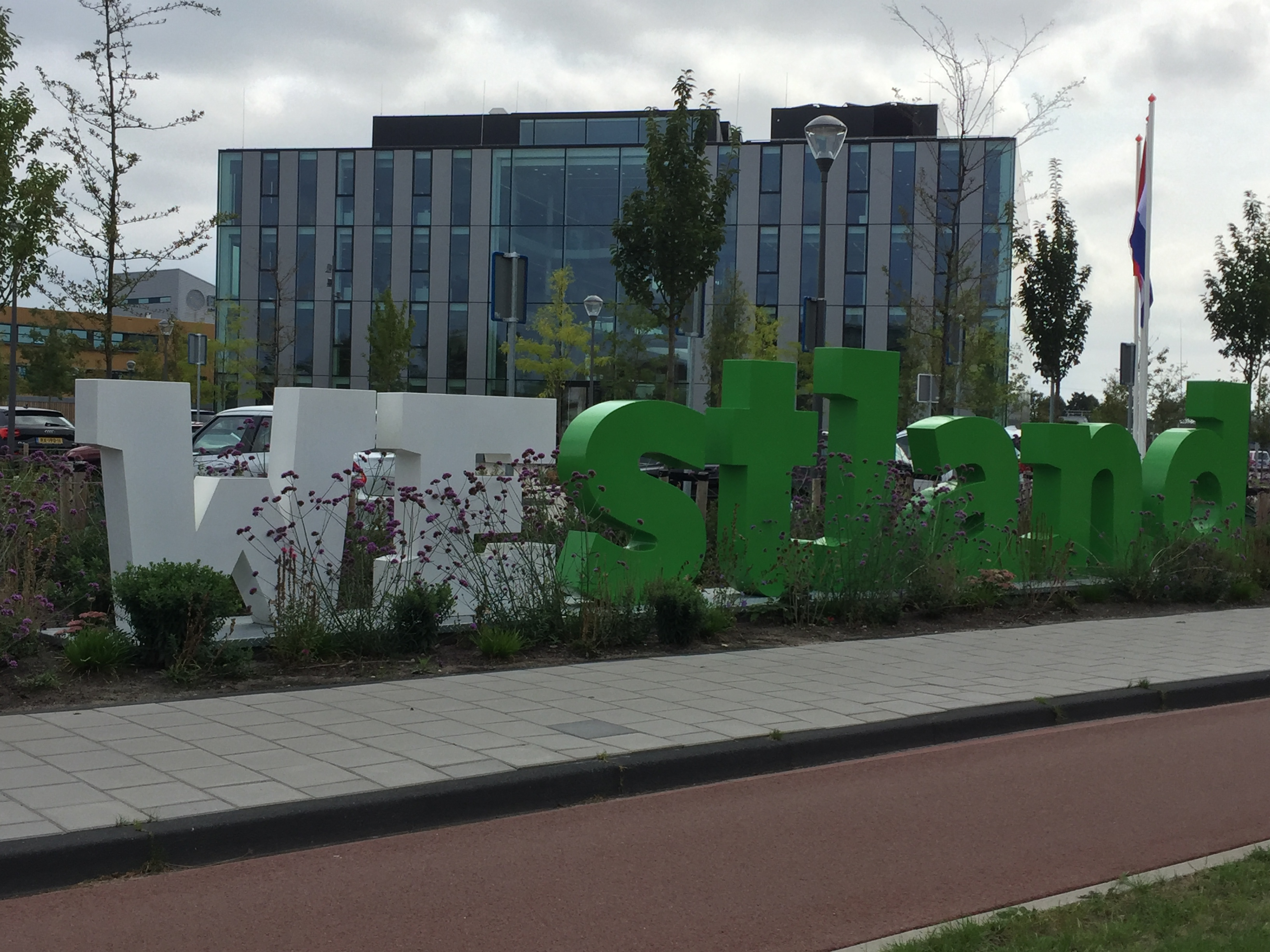
Gemeentehuis in Naaldwijk (2018)

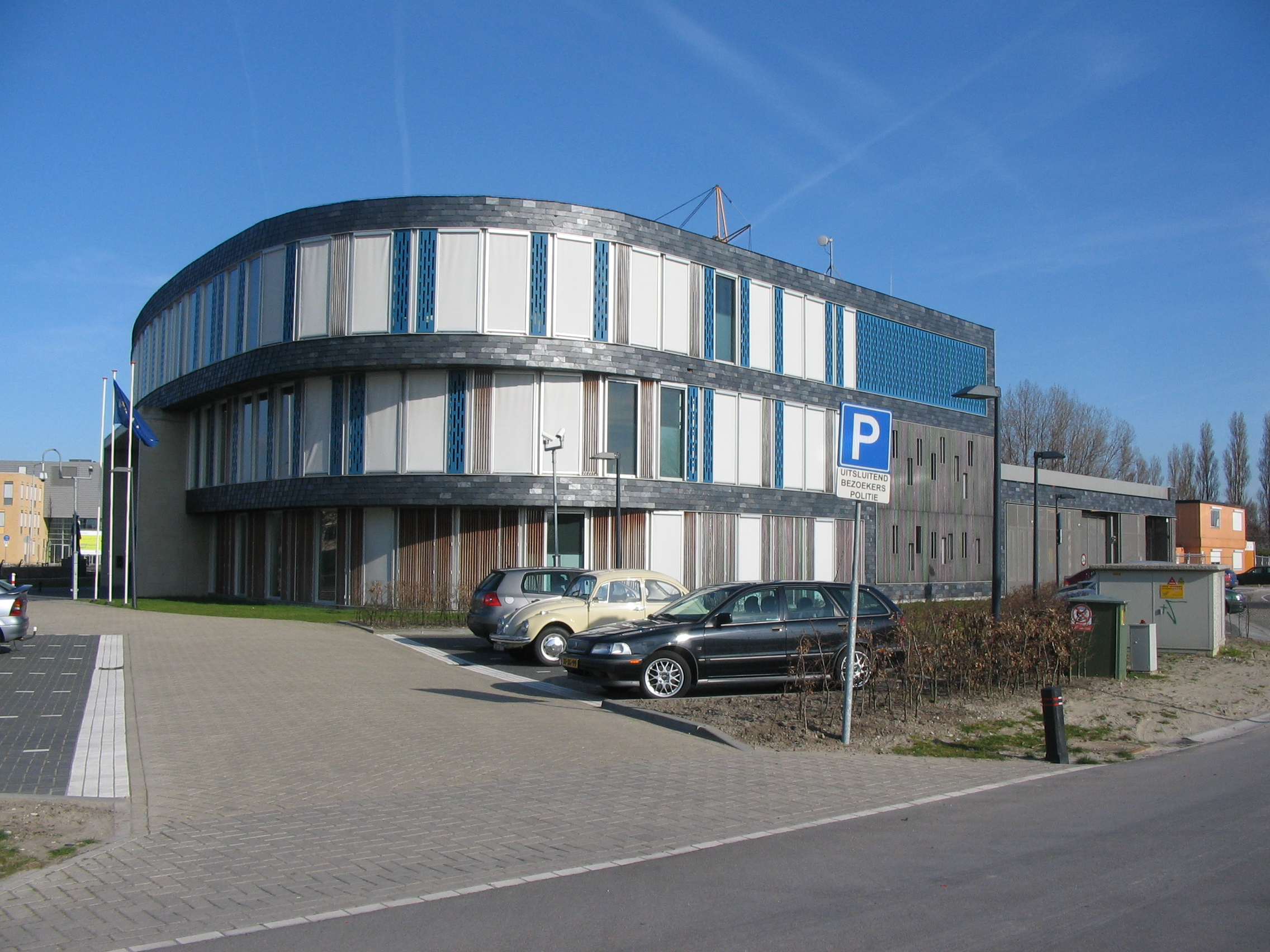
Het nieuwe politiebureau Westland

### Gemeenteraad
| Partij | 2003 | 2006 | 2010   | 2014    | 2018 | 2022    |
| --- | ---- | ---- | ------ | ------- | ---- | ------- |
| Westland Verstandig | -    | -    | 4      | 7*      | 8    | 10 (11) |
| GemeenteBelang Westland (GBW) | 8    | 10   | 9 (11) | 6       | 6    | 8       |
| Christen-Democratisch Appèl (CDA) | 14   | 12   | 8      | 9       | 10   | 6       |
| Lijst Pim Fortuijn/Lokale Politieke Federatie Westland (LPF) | 4    | 5    | 6      | 6       | 7    | 5       |
| Volkspartij voor Vrijheid en Democratie (VVD) | 5    | 4    | 2      | 4       | 3    | 3       |
| Democraten 66 (D66) | -    | -    | 1      | 2       | 1    | 2       |
| ChristenUnie/Staatkundig Gereformeerde Partij (CU/SGP) | 2    | 2    | 2      | 2       | 2    | 1       |
| Partij van de Arbeid (PvdA) | -    | -    | -      | 2 (-)** | 1    | 1       |
| GroenLinks (GL) | -    | -    | -      | 1 (-)** | 1    | 1       |
| Forum voor Democratie (FvD) | -    | -    | -      | -       | -    | 1       |
| Progressief Westland (PvdA/GroenLinks) | 4    | 4    | 3      | - (3)** | -    | -       |
| Lokaal en Onafhankelijk 2.0 (afsplitsing GemeenteBelang Westland) | -    | -    | 2 (0)  | -*      | -    | -       |
| Fractie van Vliet (Afsplitsing Westland Verstandig) | -    | -    | -      | -       | -    | 1 (0)   |
| Totaal | 37   | 37   | 37     | 39      | 39   | 39      |
| Opkomst % | 54,6 | 62,6 | 61,9   | 58,6    | 58,0 | 55,0    |
| *) Westland Verstandig en Lokaal en Onafhankelijk 2.0 zijn sinds de verkiezingen van 2014 samengegaan.**) Progressief Westland is in 2016 uit elkaar gegaan in PvdA en GroenLinks en zijn onafhankelijk de verkiezingen van 2018 ingegaan. |      |      |        |         |      |         |

### College van B&W
Het college van burgemeester en wethouders bestond sinds de verkiezingen van 2018 uit CDA, LPF (Lokale Politieke Federatie), VVD en ChristenUnie/SGP. Sinds 18 december 2018 is Bouke Arends de burgemeester van Westland. Sinds 18 februari 2020 volgde Albert Abee (CDA) de in 2019 opgestapte wethouder Karin Zwinkels-de Jong (CDA) op.
De wethouders waren:
- Piet Vreugdenhil (CDA);
- Albert Abee (CDA);
- Ben van der Stee (LPF);
- Cobie Gardien- Reinders (LPF);
- Pieter Varekamp (VVD);
- Leen Snijders (CU/SGP).

Na de gemeenteraadsverkiezingen van maart 2022 trad een nieuw college aan bestaande uit Westland Verstandig, GemeenteBelang Westland en VVD.
De wethouders zijn:
- Carlieke van Staalduinen (WV);
- Ben van der Stee (WV);
- Anko Goudswaard (GBW);
- Michiel Ferwerda (GBW);
- Peter Voskamp (VVD).

## Economie

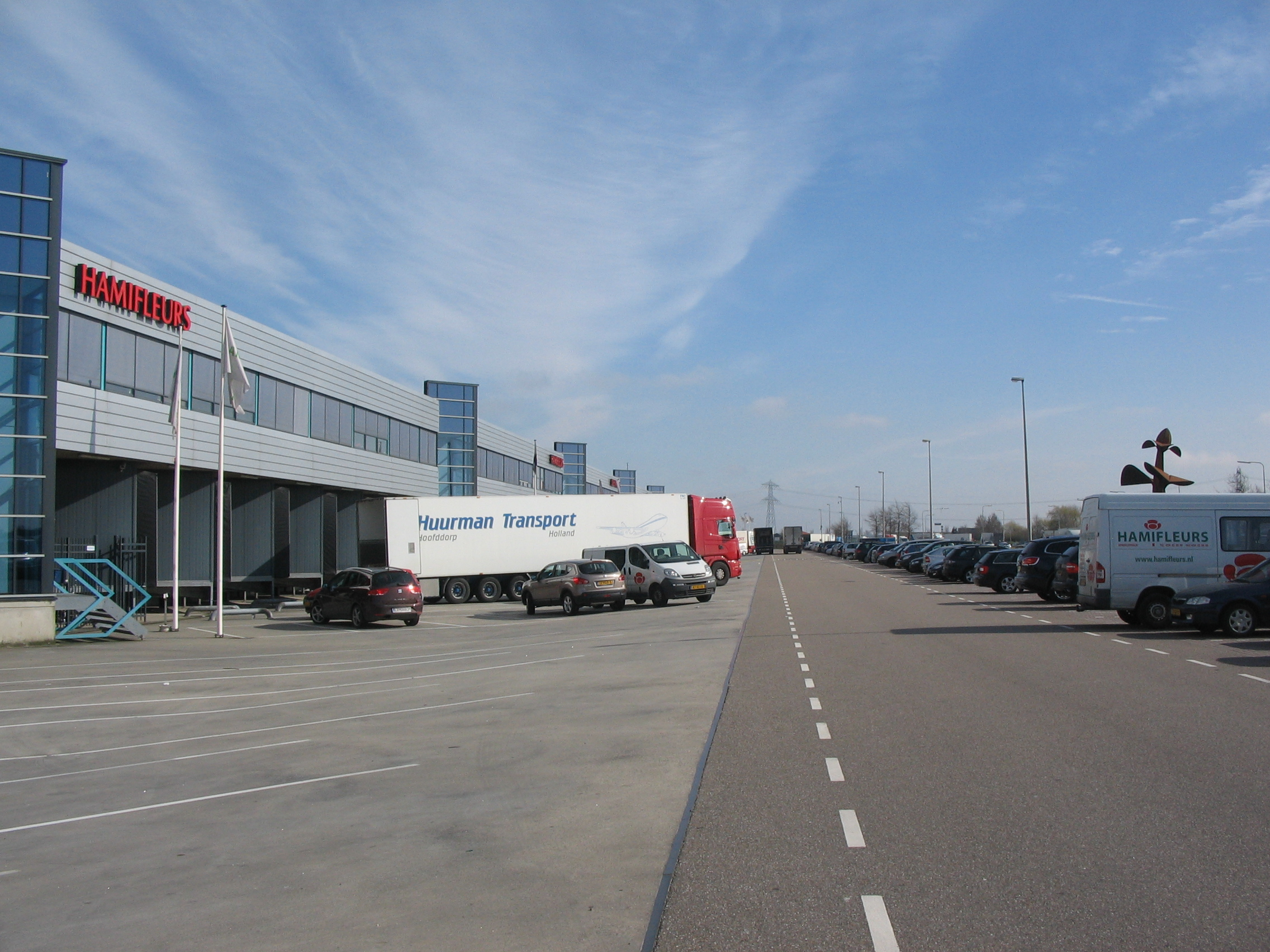
Trade Parc Westland

De economie van het Westland, de gemeente Westland en Midden-Delfland samen, bestaat voornamelijk uit tuinbouwbedrijven en het mkb in het algemeen. Daarnaast is de regio door onder meer Floraholland belangrijk voor de distributie en verwerking van (tuinbouw)producten. De recreatie-, zorg- en onderwijssectoren zijn relatief kleinschalig en regionaal gericht. Ook de dienstensector is in het Westland klein vergeleken met de rest van Nederland. De bruto toegevoegde waarde van de regio bedroeg in 2007 € 3 miljard, wat neerkomt op 2,5% van de economie van Zuid-Holland.
De gemeente Westland behoorde in 2007 tot de 150 meest economisch krachtige gemeentes van Nederland.

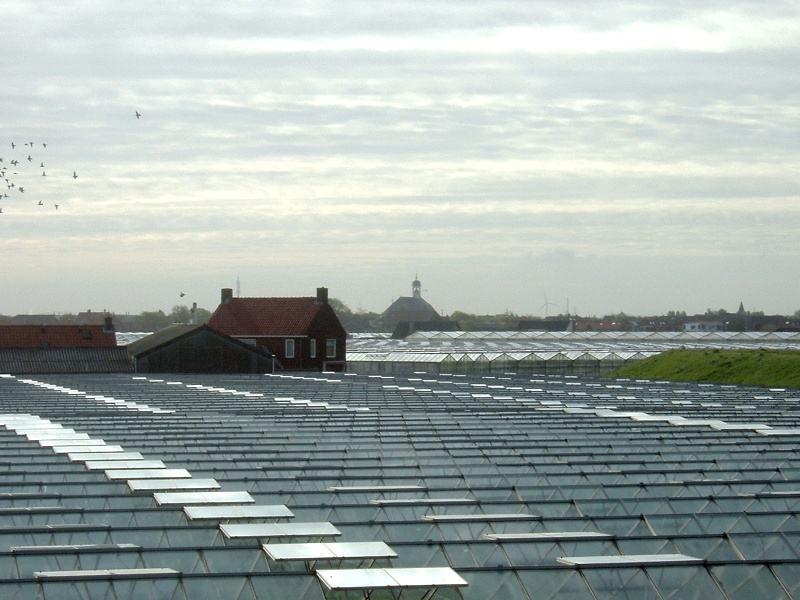
Kassen in 's-Gravenzande.

De toekomst van het Westland op economisch gebied hangt af van de ontwikkeling van de tuinbouwsector. Deze sector vertegenwoordigde in 2007 een bruto toegevoegde waarde van €1.4 miljard wat bijna de helft is van het totaal.
Terwijl het aantal hectare glas afneemt, neemt de toegevoegde waarde van de productiebedrijven toe door proces- en teeltinnovaties. Gesteld kan worden dat de tuinbouwgrond steeds beter benut wordt. Toch zijn er, door de krapte aan tuinbouwgrond, telers die buiten het Westland een extra bedrijf beginnen. Deze bedrijven worden vaak vanuit het Westland bestuurd.
Verwerkings- en distributiebedrijven zorgen voor 10% van de toegevoegde waarde. 40% van de toegevoegde waarde die in de Westlandse tuinbouwketen wordt gerealiseerd, wordt gecreëerd door toeleveringsbedrijven van bijvoorbeeld zaden, kassen of kennis. Toeleveringen van buitenlandse producten die in het Westland gedistribueerd moeten worden en producten die door toeleveringsbedrijven aan het buitenland worden geleverd, zijn niet in beschouwing genomen, waardoor de cijfers in werkelijkheid hoger zijn.
Het World Horti Center (WHC) is hét kennis- en innovatiecentrum voor de tuinbouwsector in Westland. Hier komen onderzoek, demonstraties, opleidingen en internationale samenwerkingen samen. Het WHC versterkt de concurrentiekracht van Westlandse bedrijven door nieuwe teelttechnieken en duurzame innovaties toegankelijk te maken. Zo vormt het een belangrijke schakel tussen productie, distributie en kennisontwikkeling in de regio.

## Cultuur

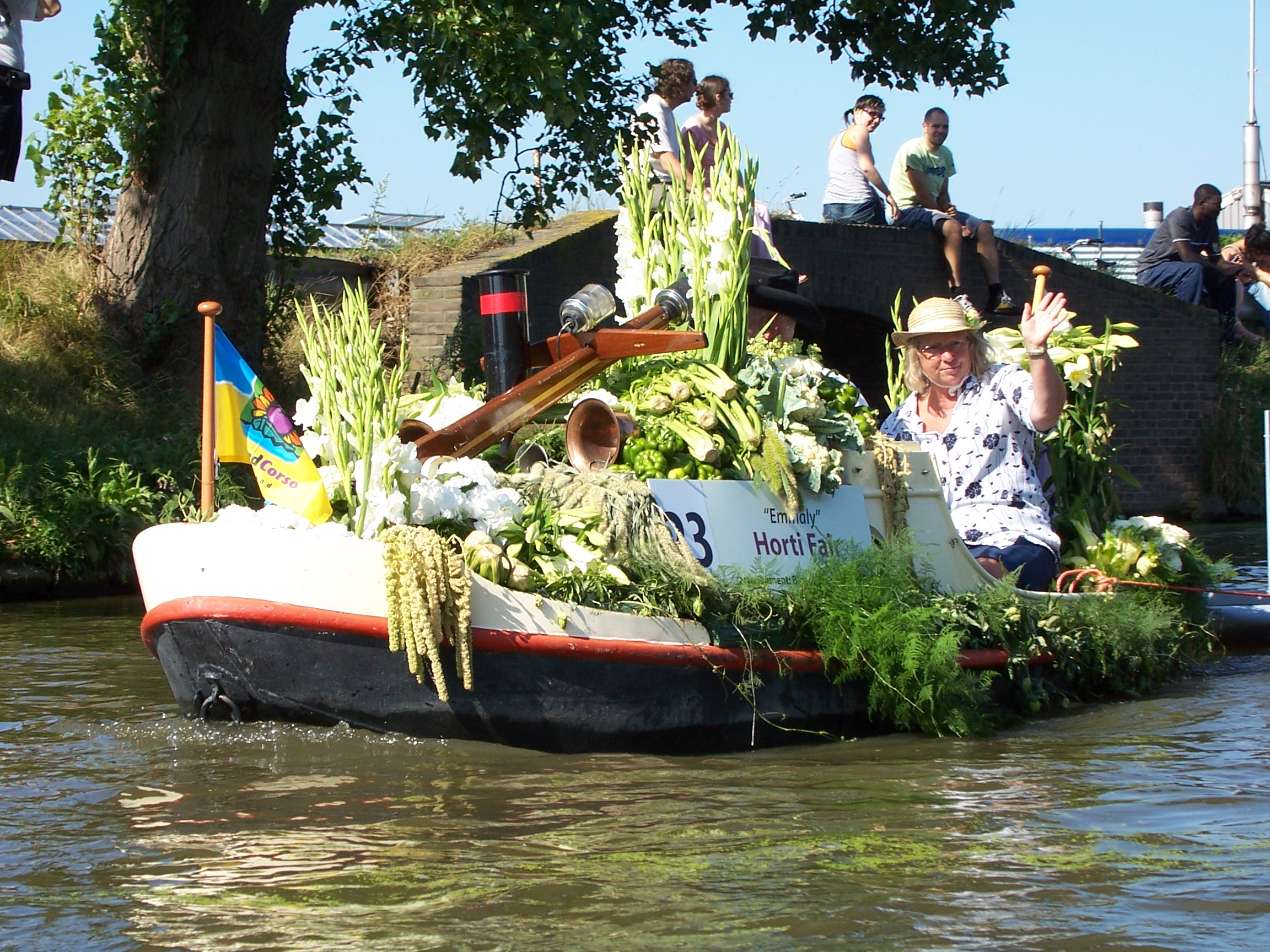
Varend Corso

De verenigingen vaak gedragen door vrijwilligers in Westland zijn belangrijk voor een groot aanbod aan cultuur in de gemeente. In de dorpskernen zijn veel zangkoren, waaronder veel kerkkoren, orkesten en toneelverenigingen. Ook is er een zeer groot aandeel van amateurkunstgezelschappen. Elf Westlandse toneelverenigingen zijn aangesloten bij het overkoepelende Westlands Theater Centrum; zij willen het amateurtheater in de gemeente verder ontwikkelen. Zestien muziekverenigingen zijn lid van de overkoepelende Westlandse Federatie van Muziekverenigingen; zij organiseren gezamenlijk met de verenigingen onder andere concerten en taptoe festivals.
Waterpop, een festival dat sinds 1978 bestaat is het bekendste lokale festival. Het trekt jaarlijks circa 25.000 bezoekers. Een ander bekend evenement is Tonen 2000, een tweejaarlijks internationaal korenfestival. Ook het Varend Corso, een jaarlijks evenement met versierde boten, doet onder andere de gemeente Westland aan.

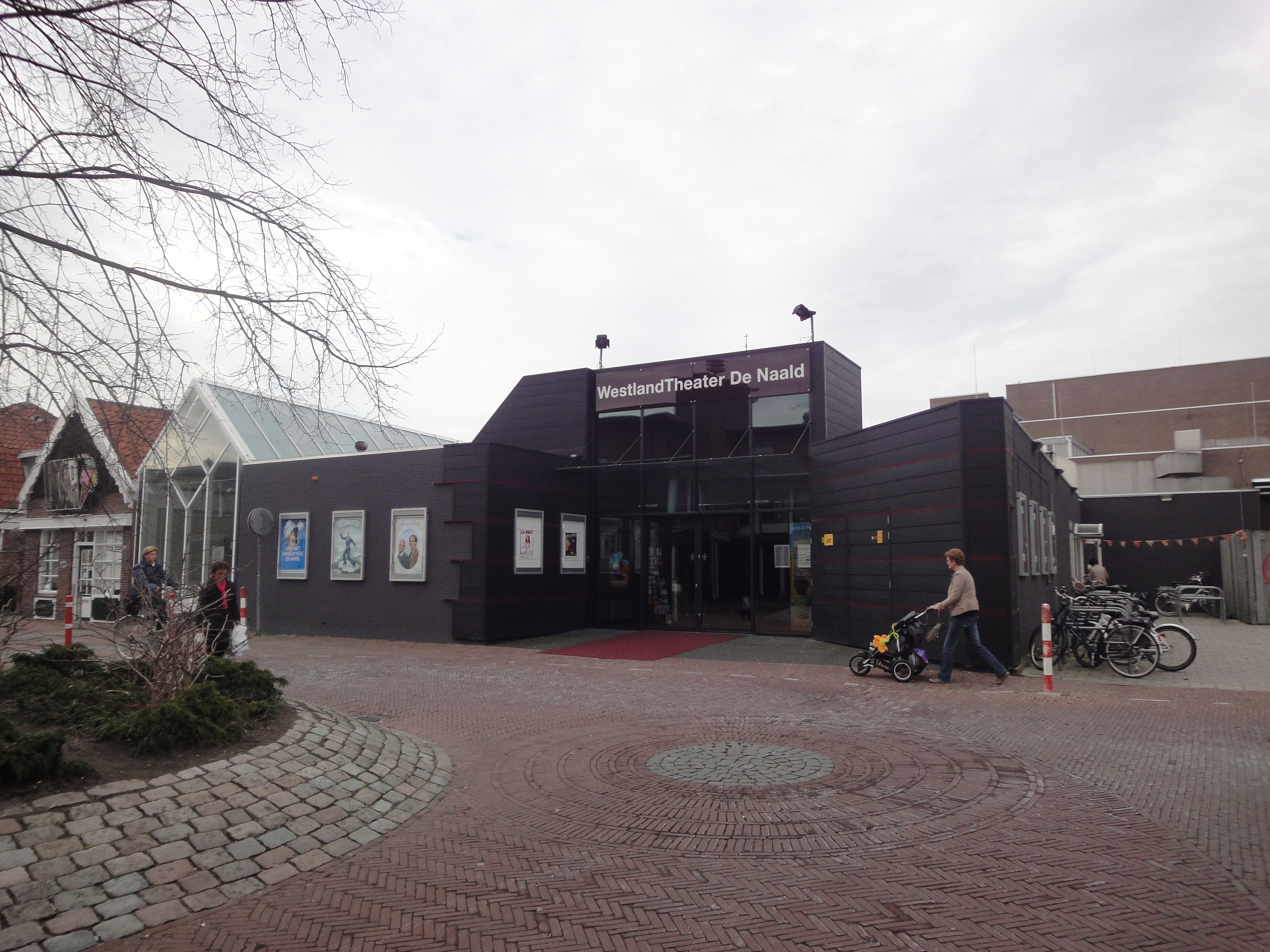
WestlandTheater De Naald.

Het WestlandTheater de Naald in het centrum van Naaldwijk is een theater met twee zalen. In de grote zaal is er plaats voor 474 mensen en in de kleine zaal plaats voor 115 mensen. In het seizoen 2007 - 2008 werden er 150 voorstellingen gehouden met 50.000 theaterbezoekers, 30.000 bioscoopbezoekers en 20.000 bezoekers van amateurproducties. In het WestlandTheater, maar ook op andere plaatsen, zoals de Hofboerderij worden regelmatig tentoonstellingen van beeldende kunst gehouden.
Vier musea zijn gevestigd in Westland. Het Westlands Museum voor Streek en Tuinbouwhistorie is een museum gevestigd in Honselersdijk waar de Westlandse geschiedenis behandeld wordt. Bij het museum ligt de 'Historische Tuin' met verschillende soorten kassen en gewassen uit vroegere tijden. Naast het Westlands Museum is er in de gemeente ook museum De Timmerwerf en het Westlands Schaatsmuseum.
De gemeente Westland subsidieert jaarlijks 66 culturele instellingen; in 2006 gaf zij € 3,5 miljoen uit aan cultuur. De bibliotheek kreeg daarvan € 1,5 miljoen en WestlandTheater De Naald kreeg € 975.000.

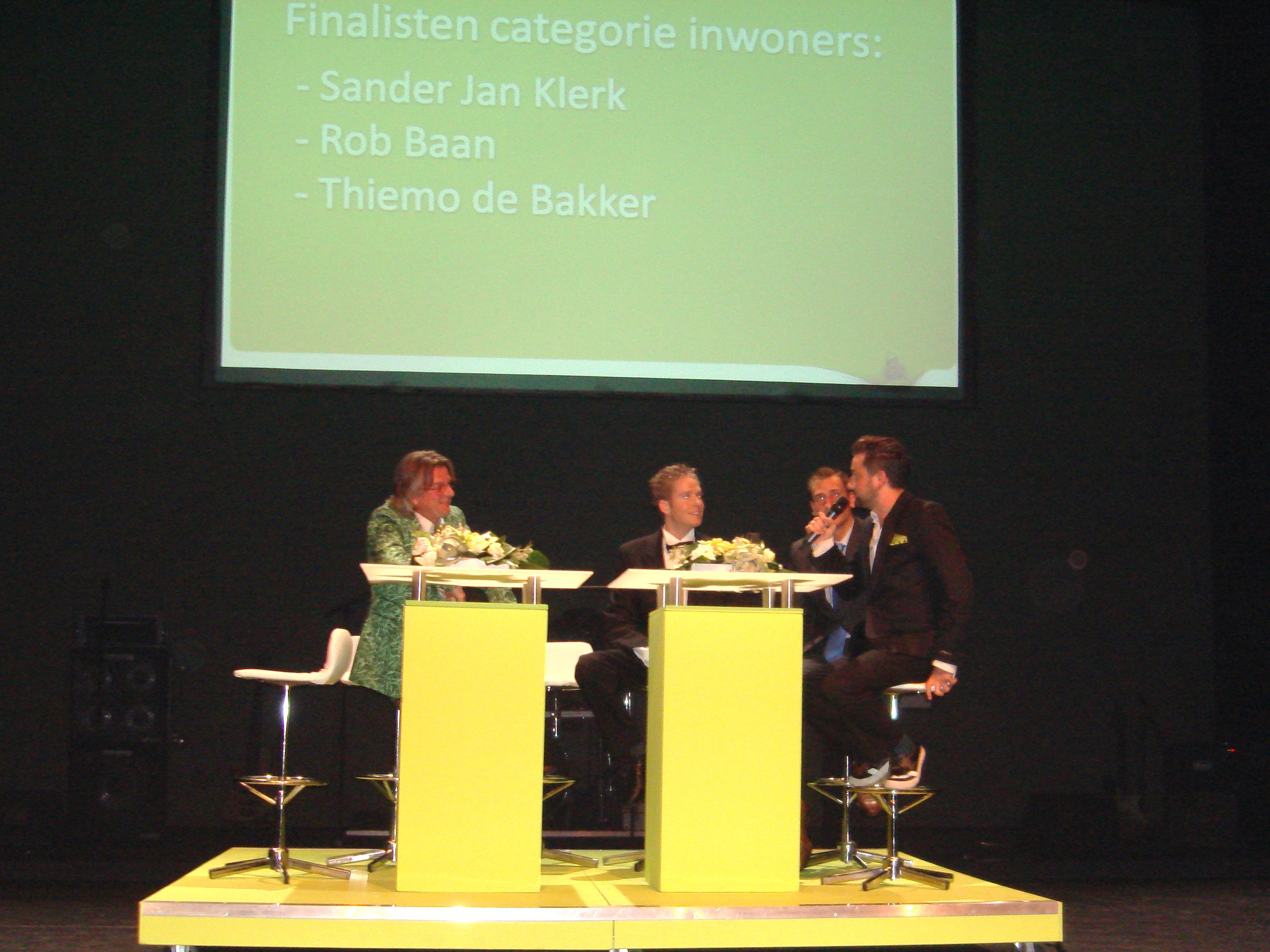
Finalisten Personen eerste Inspiration Awards: ondernemer Rob Baan, acteur Sander Jan Klerk en tennisser Thiemo de Bakker.

## Prijzen

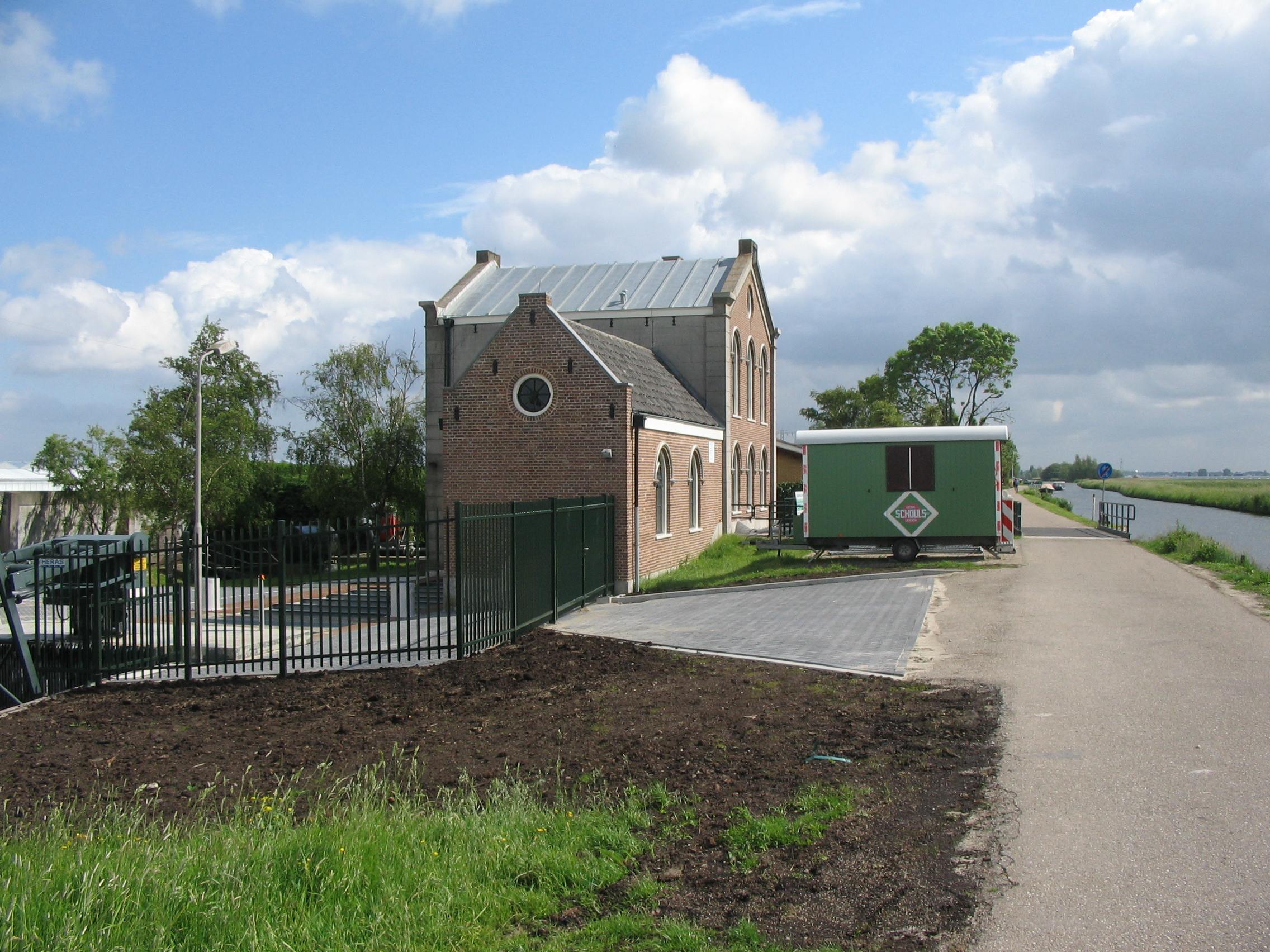
Gemaal Oude en Nieuwe Broekpolder uit 1880 aan de Kromme Zweth.

Er worden verschillende prijzen uitgereikt bij bijzondere prestaties.
- Westland Inspiration Award, een prijs die sinds 2010 werd uitgereikt aan de meest inspirerende Westlandse persoon en het Westlandse bedrijf. De prijs wordt niet meer uitgereikt.
- Westlandse sportprijs[25]
- Westlandhart / De Loftrompet. De gemeente reikte tot 2019 jaarlijks de Loftrompet uit aan vrijwilligers die in georganiseerd verband zich inzetten binnen de Westlandse samenleving. De Loftrompet is na 2019 vervangen door het nieuwe Westlandhart.[26][27]
- Westlandstek. Deze prijs wordt toegekend aan mensen die diensten hebben verricht voor de Westlandse gemeenschap.[28]
- Erepenning in zilver[29] of goud/ereburgerschap.[30] De erepenning wordt sinds 2004 toegekend aan personen die zich gedurende ten minste twintig jaar verdienstelijk hebben gemaakt voor de gehele streek.

## Monumenten
De gemeente Westland is 55 rijksmonumenten rijk, waaronder drie molens: Windlust, de Molen van Maat en De Vier Winden en een poldermolenromp. Ook tien kerkelijke gebouwen zijn verheven tot rijksmonument, zoals de Lierse Dom, de Hervormde Kerk van Monster, de Oude Kerk van Naaldwijk en de Dorpskerk van 's-Gravenzande. Verder hebben elf boerderijen de beschermende status. Een ander belangrijk monument voor de regio is Holle Watering 26, of Sonnehoeck wat waarschijnlijk een van de eerste tuindersbedrijven in het Westland is. Van het Huis Honselaarsdijk resteert alleen nog het Nederhof wat in de tijd van Frederik Hendrik diende als gastenkwartier. De Oranjesluis uit 1676 is een monument aan de Maasdijk. Een opmerkelijk rijksmonument is de grafkelder van Herckenrath in Monster uit 1844 met veertien grafkisten waarvan de laatste bijzetting in 1906 plaatsvond. Het enige rijksmonument dat geen bouwwerk is, is het secretaire-orgel en bevindt zich in de kerk van de Vereniging van Vrijzinnig Hervormden te Maasdijk.
Voor een overzicht van de rijksmonumenten, gemeentelijke monumenten en oorlogsmonumenten, zie:
- Lijst van rijksmonumenten in Westland
- Lijst van gemeentelijke monumenten in Westland
- Lijst van oorlogsmonumenten in Westland
- Lijst van Stolpersteine in Westland

## Kunst in de openbare ruimte
In de gemeente Westland zijn diverse beelden, sculpturen en objecten geplaatst in de openbare ruimte, zie: 

## Sport

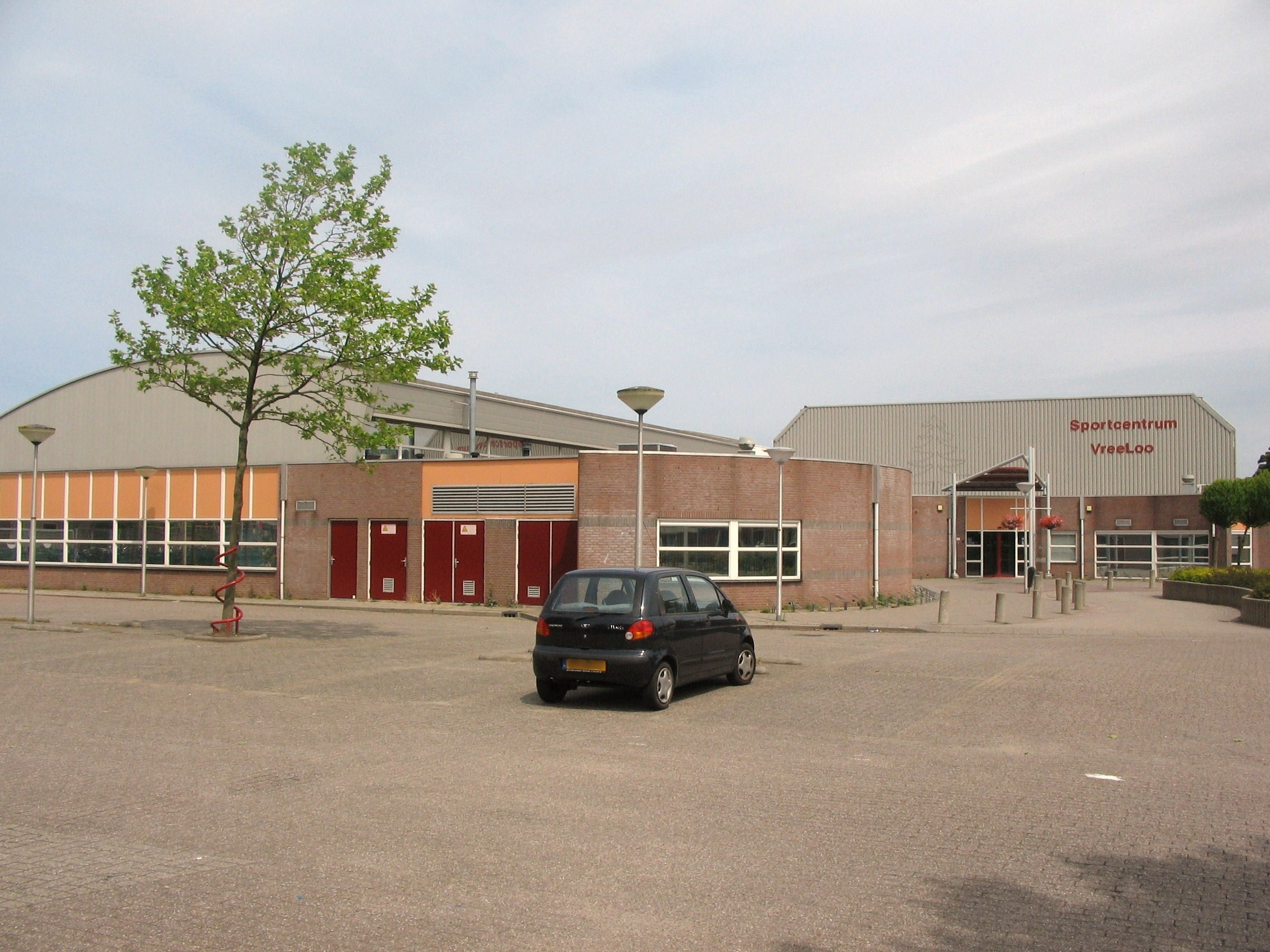
Sportcentrum Vreeloo in De Lier

In de gemeente Westland beoefenen gemiddeld meer personen binnen- en buitensporten dan in de rest van Nederland. Oorzaak hiervan kan zijn de gemeenschapszin en de identiteitsbeleving van de inwoners en wellicht ook de relatief hoge welvaart van de regio. Iedere Westlandse kern, behalve Heenweg beschikt over een eigen sportpark, waarbij er geen duidelijke relatie is tussen de grootte van het sportpark en het aantal bewoners van de kern. Sommige grote verenigingen, zoals de handbalvereniging Quintus in Kwintsheul, en de wielervereniging Westland Wil Vooruit in Naaldwijk zijn in kleine kernen aanwezig. Verhoudingsgewijs hebben de grotere kernen Naaldwijk en 's-Gravenzande relatief gezien minder sporthallen dan de overige kernen.
In Westland zijn ongeveer 125 sportverenigingen waarvan er 50 door de gemeente worden gesubsidieerd. Deze verenigingen zijn belangrijk voor de maatschappelijke en persoonlijke ontwikkeling van kinderen. Vaak is het bedrijfsleven erg betrokken bij de Westlandse sportverenigingen.

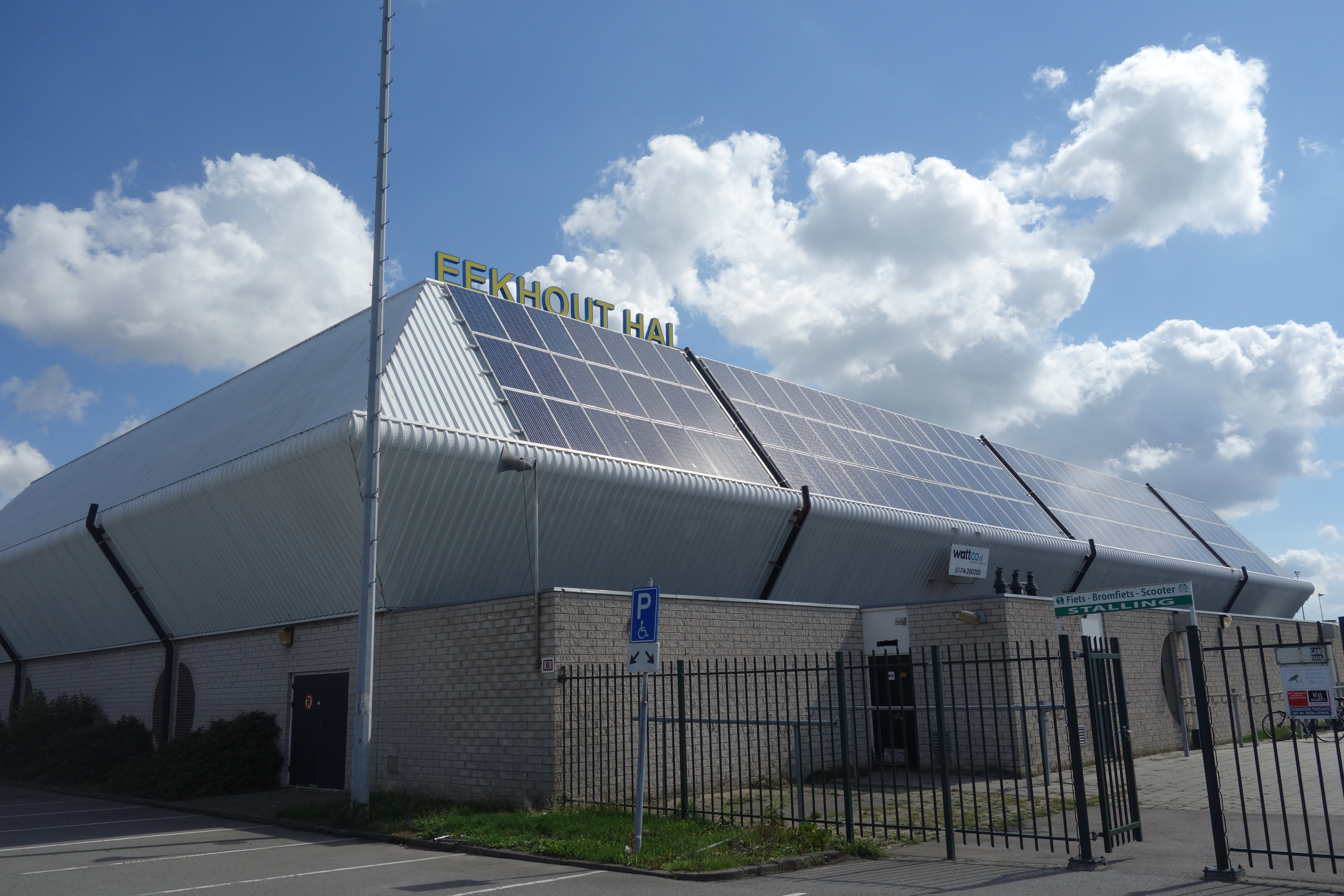
Sporthal van Quintus in Kwintsheul

Naast amateurclubs wordt er in Westland ook topsport bedreven. Topsport wordt in Westland gespeeld bij de handbalvereniging Quintus uit Kwintsheul, die op nationaal en internationaal gebied succesvol presteren en zowel een damesteam als een herenteam eredivisie hebben spelen. Tennisclub LTC Naaldwijk speelt Eredivisie Gemengd en Heren. Deze tennisclub wist twee keer de finale van de play-offs te halen in de Eredivisie Gemengd, maar wist nooit Nederlands Kampioen te worden. LTC Naaldwijk heeft onder andere Robin Haase, Jelle Sels, Michaëlla Krajicek, Richèl Hogenkamp en Arantxa Rus in haar Eredivisie Gemengd team. Daarnaast speelt de jeugd van LTC Naaldwijk jaarlijks Hoofdklasse t/m 17, waarbij het één keer gelukt is Nederlands Kampioen te worden. Westlandia voetbalt in de Derde divisie, waar de club in het seizoen 2016/17 zijn debuut maakte. De Wateringse wielerdag is een jaarlijks terugkerend criterium dat op de donderdag in de week na de Ronde van Frankrijk wordt gehouden. In Maasdijk wordt jaarlijks in juni de Jan Knijnenburgloop gehouden met de hoofdafstand van 15 kilometer.

## Verkeer en vervoer

### Wegverkeer
De N213 verbindt de N211 ten westen van Poeldijk met de A20. De A20 is de enige snelweg die in het Westland begint, bij Westerlee. Deze weg loopt via Rotterdam naar Gouda en sluit daar aan op de A12.
De N211 verbindt Hoek van Holland met Wateringen en ligt langs de plaatsen 's-Gravenzande, Monster, Poeldijk en Den Haag. De N222, bekend als de Veilingroute, verbindt Naaldwijk met Wateringen. De N211 en N222 eindigen in Wateringen bij de aansluiting van de A4 richting Rotterdam, Den Haag en Amsterdam.
De N220 verbindt de N211 ten zuiden van 's-Gravenzande met de aansluiting van de A20 richting Naaldwijk en Rotterdam/Gouda. De N223 verbindt de N211 bij Hoek van Holland en de N220 ten westen van Westerlee met Den Hoorn bij de aansluiting van de A4.
De N468 verbindt de A20 ten noordoosten van Maassluis en de N223 nabij 't Woudt. Ten zuiden van 't Woudt heeft de weg eveneens een aansluiting op de A4 richting Rotterdam en Den Haag.
Verder heeft het Westland nog de wegen: N464, N465, N466 en de N467.

### Openbaar vervoer
Westland is de grootste Nederlandse gemeente zonder een spoorwegstation (sinds 2004, hiervoor was Amstelveen de grootste).

#### Busknooppunten
In Naaldwijk op de Verdilaan is een busstation waar meerdere buslijnen samenkomen. Hier kan worden overgestapt om de andere plaatsen in het Westland te bereiken. De buslijnen zijn zo georganiseerd dat ze allemaal tegelijk op het busstation aankomen zodat alle overstaptijden kort zijn.
In Maasland naast het viaduct bij afrit 7 van de A20 in de gemeente Midden-Delfland is een busstation waar buslijnen van EBS en van RET samenkomen. Hier kan worden overgestapt om Midden-Delfland, Vlaardingen en Schiedam te bereiken.

#### Tramlijnen
Tussen 1883 en 1968 reed de WSM met "trams" door het Westland. Eerst stoomtrams, en later met diesellocomotieven. In 1932 werd het reizigersvervoer gestaakt. De plaatsen Loosduinen, Poeldijk, Monster, 'S-Gravenzande, Hoek van Holland, Honselersdijk, Naaldwijk, De Lier, Maasland, Maassluis, Den Hoorn en Delft werden bediend door de WSM. Later nam de NS dit goederenvervoer over.  
In Wateringen rijden sinds 2007 de tramlijnen 16 en 17 van HTM. Het eindpunt ligt aan de Dorpskade, ver ten zuiden van het centrum, en valt net binnen gemeente Westland. Zodoende heeft Westland weer een tram, zij het met één halte, en tevens de eerste elektrische tram in het gebied. De WSM plande wel een lijn naar Wateringen en Rijswijk, maar die kwam er nooit. Ook moderne plannen voor doorgaande rail-lijnen door het Westland vinden steeds geen doorgang.

#### Hoekse Lijn
Sinds 30 september 2019 is de verlenging van metrolijn B tussen Schiedam en Hoek van Holland in gebruik genomen.
- Gemeinsame Normdatei: 4515825-3
- Library of Congress Control Number: n80028225
- MusicBrainz: a47d16db-904c-4c9e-8589-fb195c349a03
- Nationale Bibliotheek van Israël: 987007561923305171
- Virtual International Authority File: 147741754
- WorldCat: E39PBJrKQCR3FWG9YFwftjxv73

Steden en dorpen: 's-Gravenzande · Ter Heijde · Honselersdijk · Kwintsheul · De Lier · Maasdijk · Monster · Naaldwijk · Poeldijk · Wateringen

Buurtschappen: Baakwoning · Blaker · Burgersdijk · De Driesprong · Heenweg · Mariëndijk· Nieuwe Tuinen · Oostbuurt · Rolpaal · Westerlee

Zuid-Holland: Steden en dorpen      Nederland: Provincies · Gemeenten
Albrandswaard · Barendrecht · Capelle aan den IJssel · Delft · Den Haag · Krimpen aan den IJssel · Lansingerland · Leidschendam-Voorburg · Maassluis · Midden-Delfland · Nissewaard · Pijnacker-Nootdorp · Ridderkerk · Rijswijk · Rotterdam · Schiedam · Vlaardingen · Voorne aan Zee · Wassenaar · Westland · Zoetermeer
Alblasserdam · Albrandswaard · Alphen aan den Rijn · Barendrecht · Bodegraven-Reeuwijk · Capelle aan den IJssel · Delft · Den Haag · Dordrecht · Goeree-Overflakkee · Gorinchem · Gouda · Hardinxveld-Giessendam · Hendrik-Ido-Ambacht · Hillegom · Hoeksche Waard · Kaag en Braassem · Katwijk · Krimpen aan den IJssel · Krimpenerwaard · Lansingerland · Leiden · Leiderdorp · Leidschendam-Voorburg · Lisse · Maassluis · Midden-Delfland · Molenlanden · Nieuwkoop · Nissewaard · Noordwijk · Oegstgeest · Papendrecht · Pijnacker-Nootdorp · Ridderkerk · Rijswijk · Rotterdam · Schiedam · Sliedrecht · Teylingen · Vlaardingen · Voorne aan Zee · Voorschoten · Waddinxveen · Wassenaar · Westland · Zoetermeer · Zoeterwoude · Zuidplas · Zwijndrecht

Steden en dorpen · Voormalige gemeenten · Nederland: Provincies · Gemeenten